# Д2
Д2 — серия дизель-поездов, созданных в Японии по специальному заказу для эксплуатации в Сахалинском регионе Дальневосточной железной дороги.

## История создания
В 1980-х годах остро стоял вопрос о замене дизель-поездов серии А1 на более современные. Попытка перестановки на колею 1067 мм одного дизель-поезда серии ДР1 не удалась, поэтому было решено закупить в Японии партию дизель-поездов серии Д2.

## Конструкция и компоновка состава
Дизель-поезд Д2 полной составности состоит из двух головных вагонов (номера 1 и 3) и двух прицепных (номера 2 и 4), которые оборудованы переходами. В каждом из двух головных вагонов установлен дизельный двигатель с гидромеханической трансмиссией с приводом на оси ведущих тележек. Двигатель с гидромеханической коробкой передач занимает около половины вагона, тем самым оставляя только часть вагона для пассажирских мест. Автосцепка японского типа, поэтому прицепить дизель-поезд к локомотиву можно только с помощью вагона-переходника.
Дизель-поезда Д2 имеют сварную конструкцию из неокрашенной нержавеющей листовой стали. Пассажирские сиденья расположены по четыре места у каждого окна.

Экстерьер
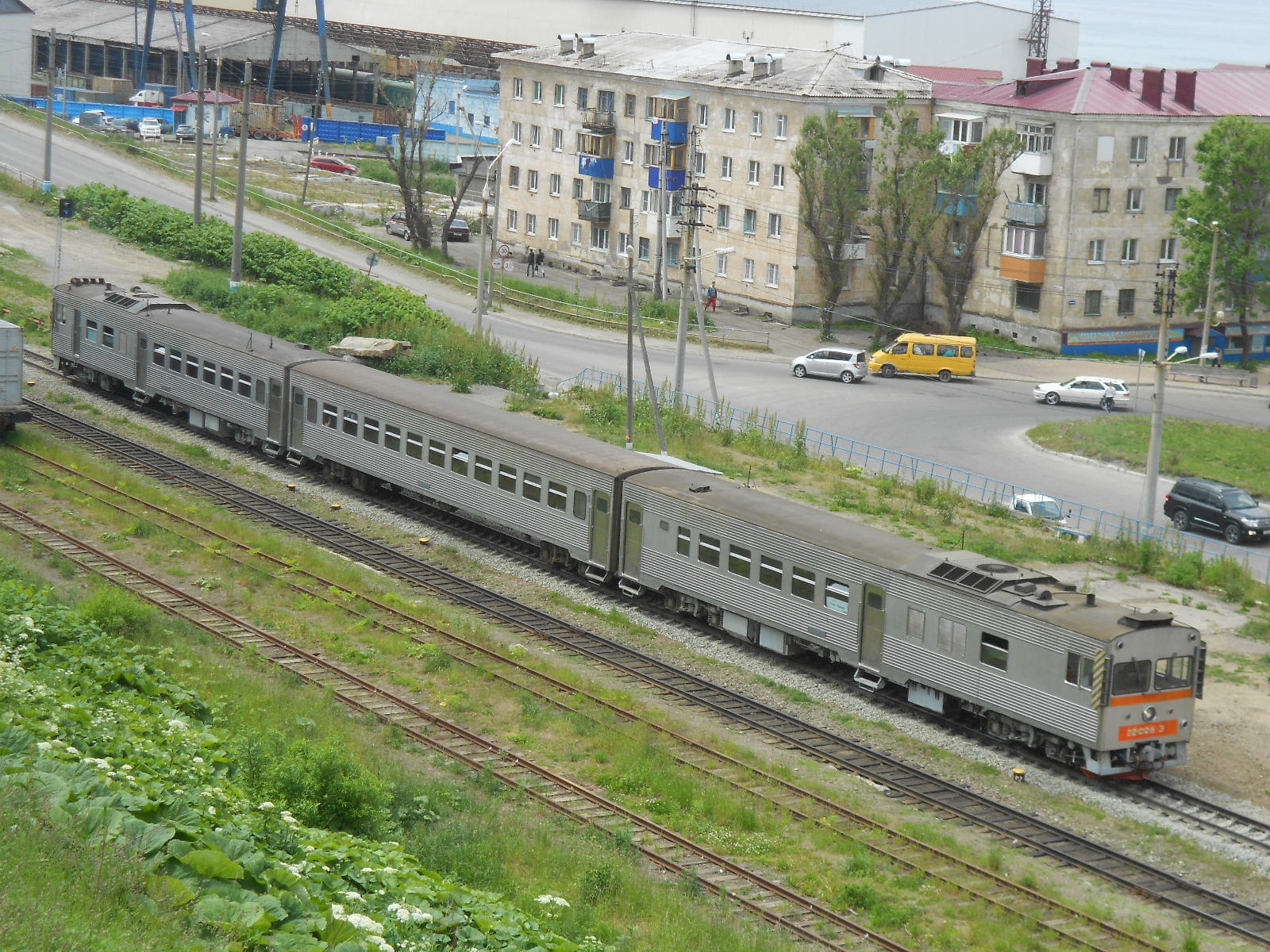
Общий вид трёхвагонного состава под углом сбоку
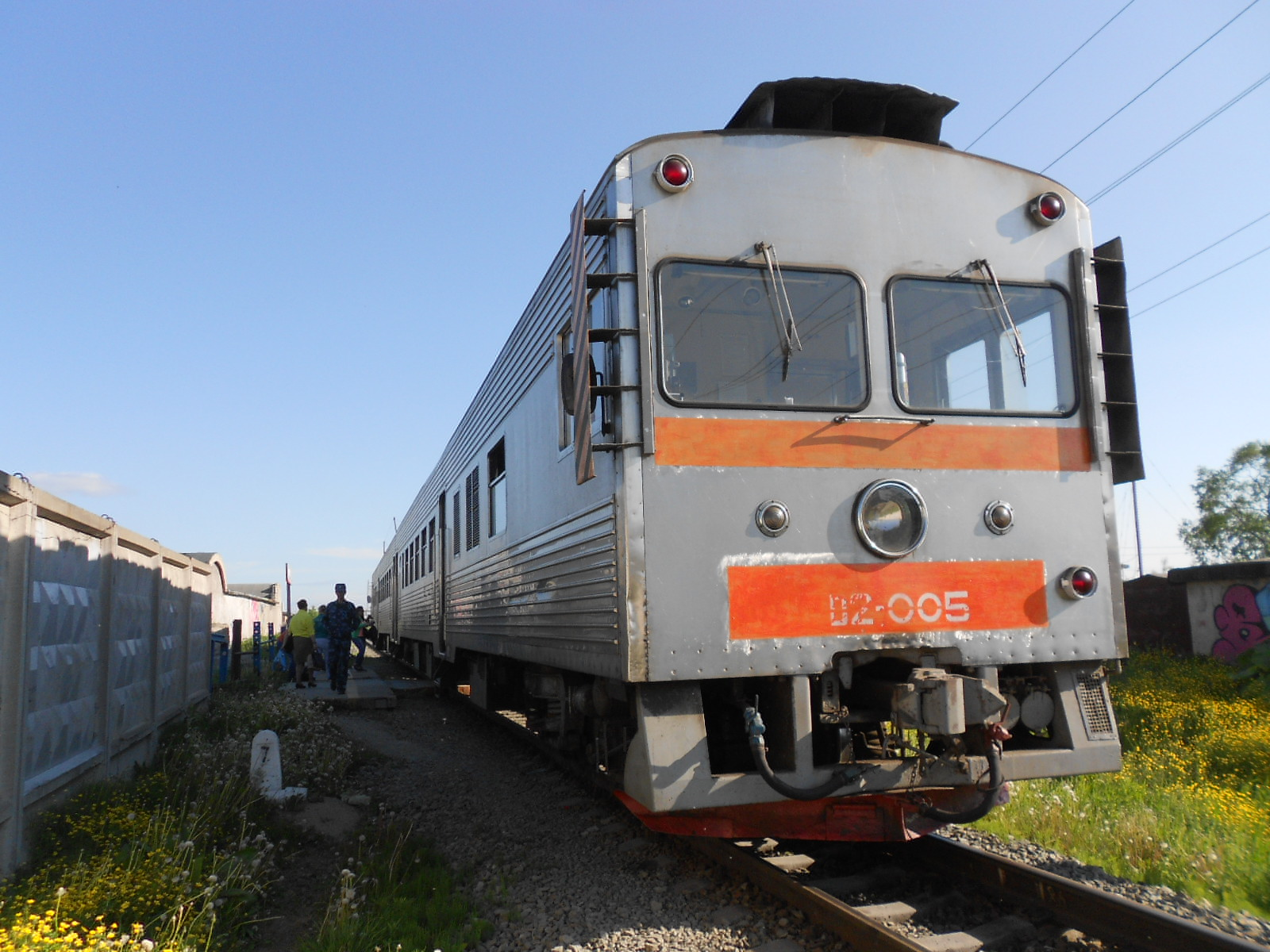
Вид спереди
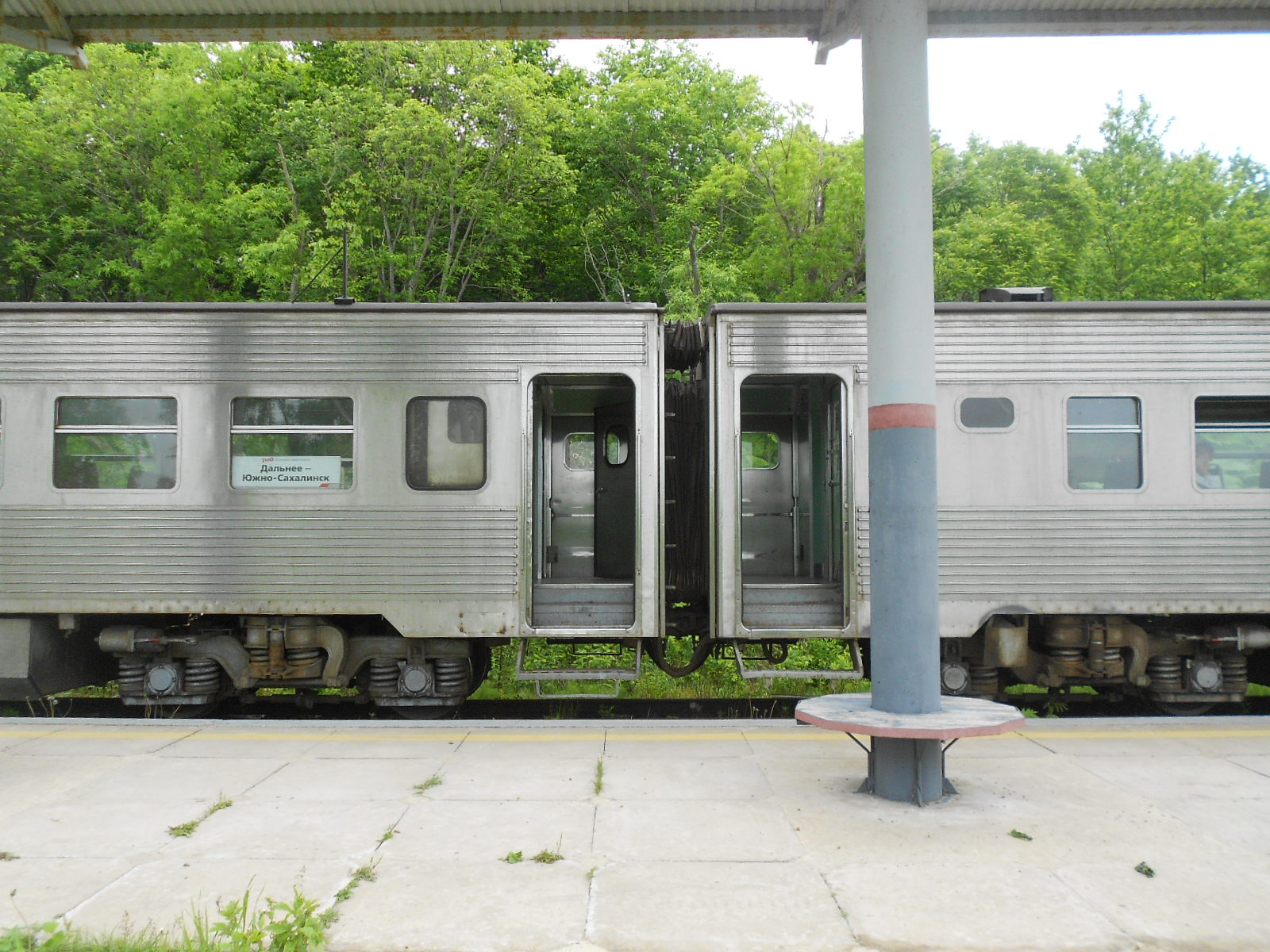
Вид сбоку на сцепление вагонов

Интерьер
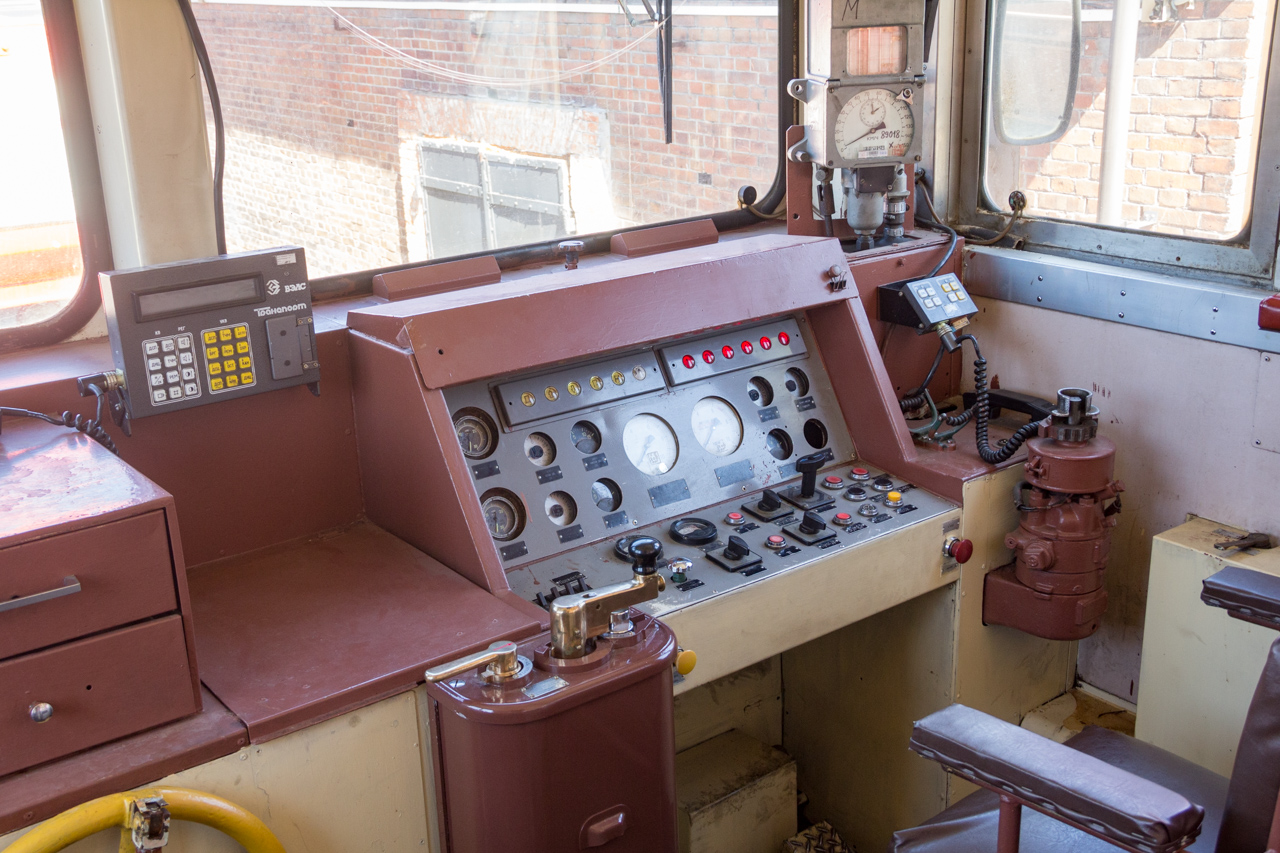
Кабина машиниста
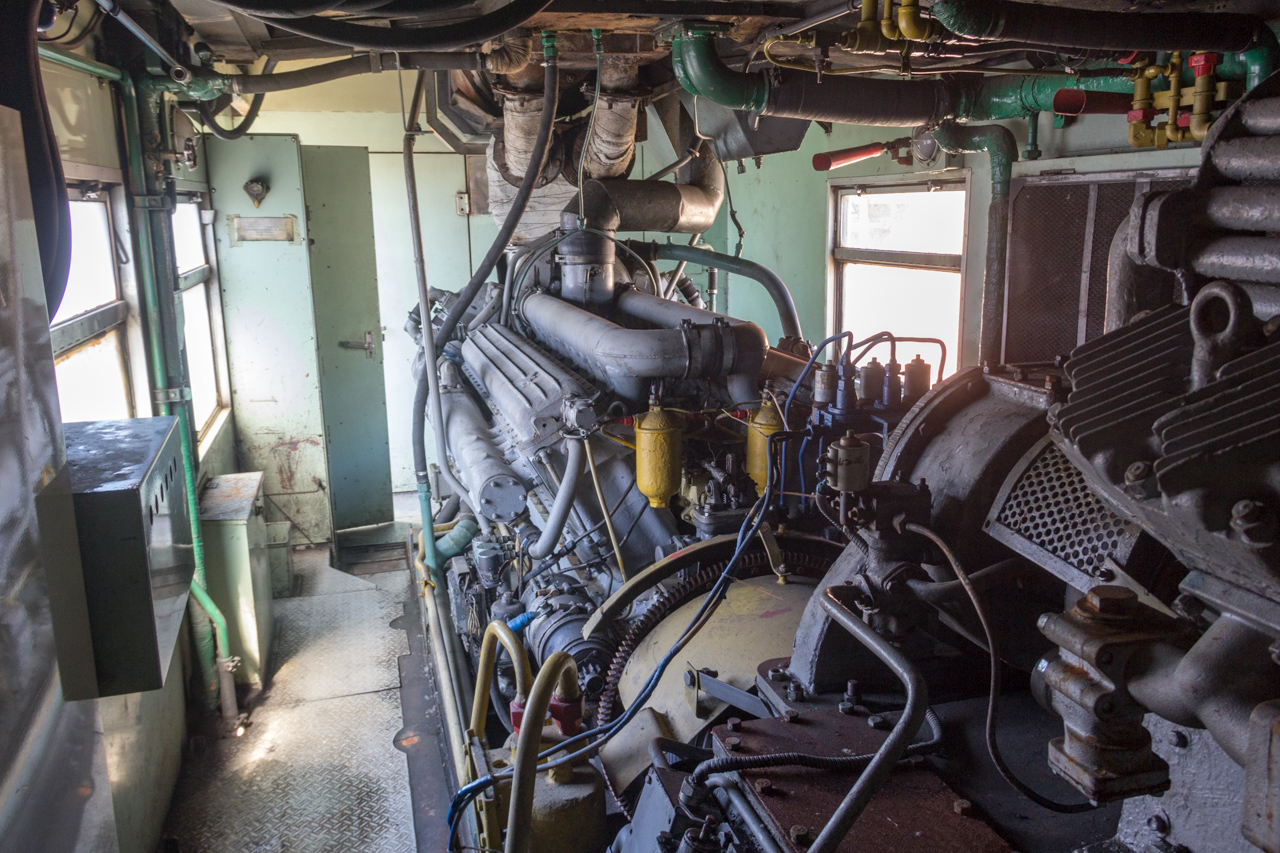
Машинное отделение
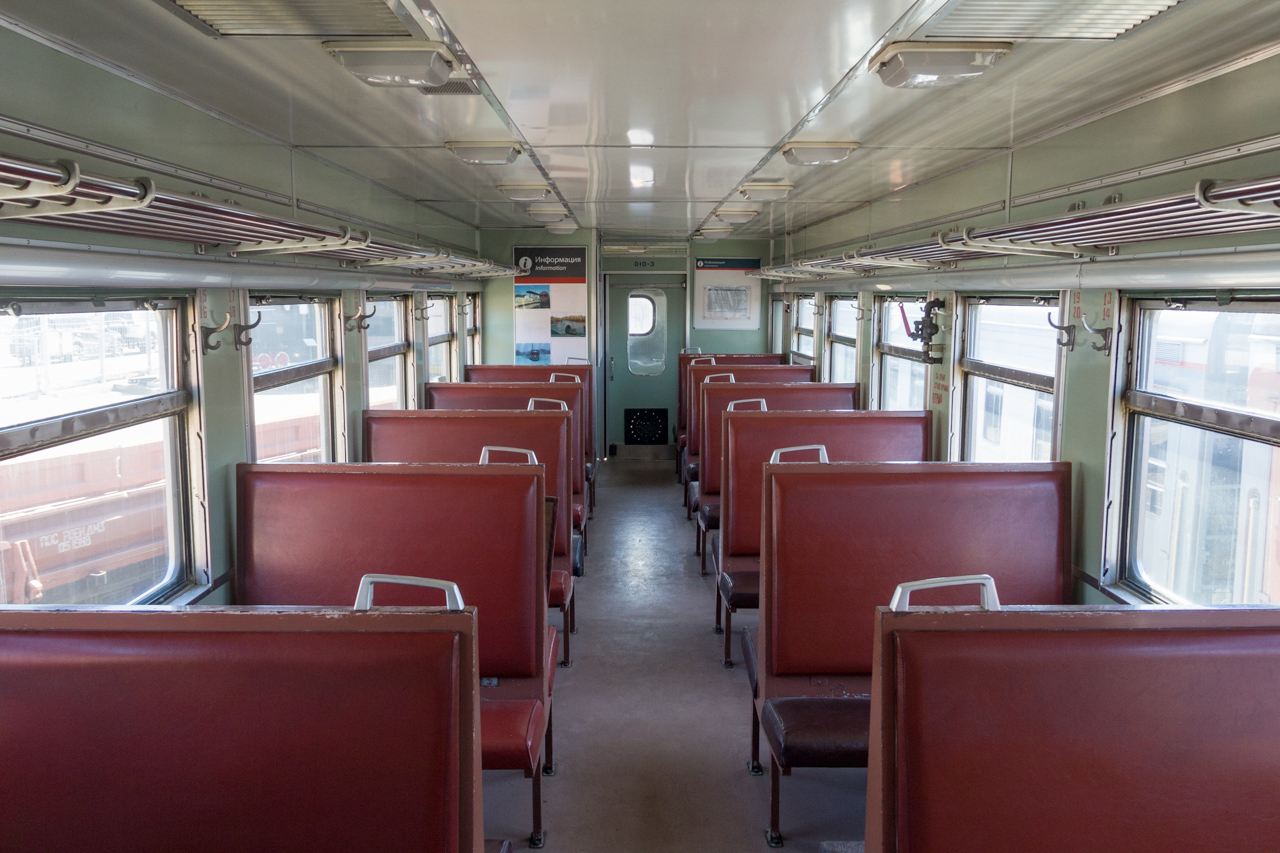
Пассажирский салон

## Эксплуатация
С 1987 года началась эксплуатация поездов Д2. Первым маршрутом, на который вышли эти поезда, стал маршрут сообщением Южно-Сахалинск — Ильинск — Холмск-Северный (позднее маршрут был укорочен до Томари), затем, по мере вывода из эксплуатации более старых А1, Д2 вышли и на другие пригородные маршруты; в 1993—2001 годах работая параллельно с подаренными JR двухвагонными Киха58. Изначально дизельные поезда Д2 поставлялись в локомотивное депо Южно-Сахалинск. В середине 2000-х два состава были переданы для работы в Холмске, с сохранением приписки в Южно-Сахалинске.
По состоянию на начало 2019 года все составы Д2 по техническим причинам выведены из эксплуатации; как минимум один из них (Д2-006) списан. Движение пригородных и пассажирских поездов переведено на тепловозную тягу. После перешивки железнодорожных линий Сахалинского региона на широкую (русскую) колею произведена замена выведенных из эксплуатации составов Д2 дизельными поездами РА3, разработанными уже для колеи 1520 мм.
Часть поездов Д2 используется железнодорожниками в качестве бытовок.

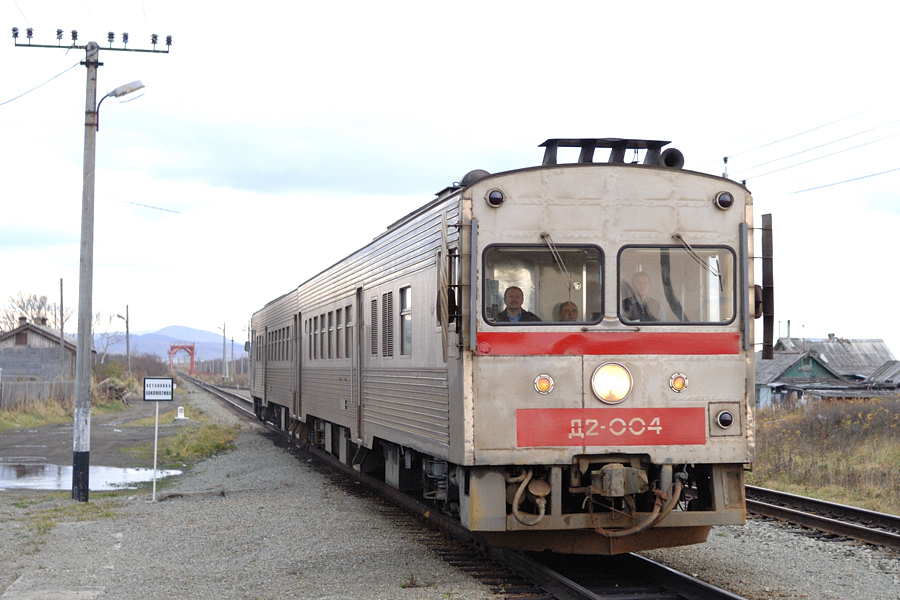
Д2 в двухвагонной составности на станции Пионеры
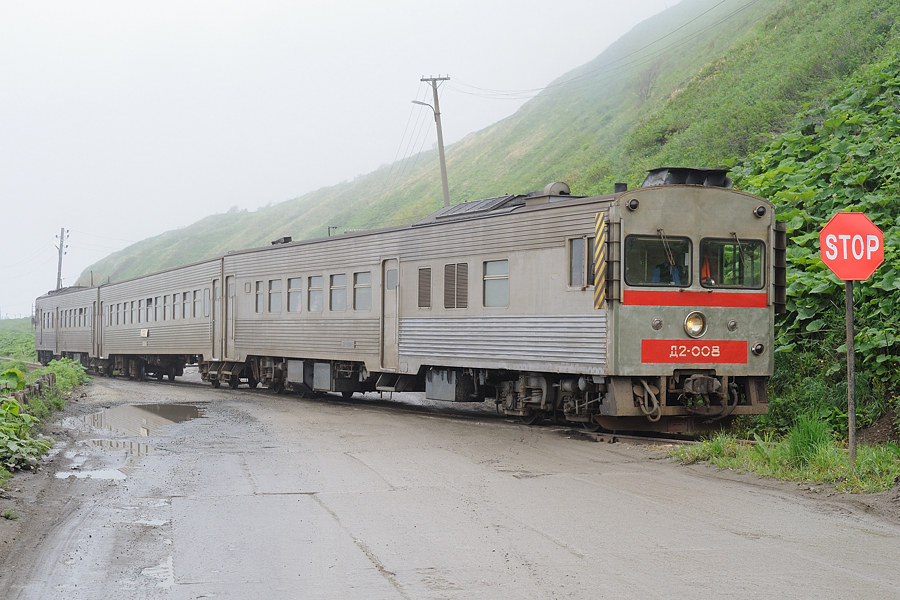
Д2 в трёхвагонной составности вблизи станции Холмск-Сортировочный
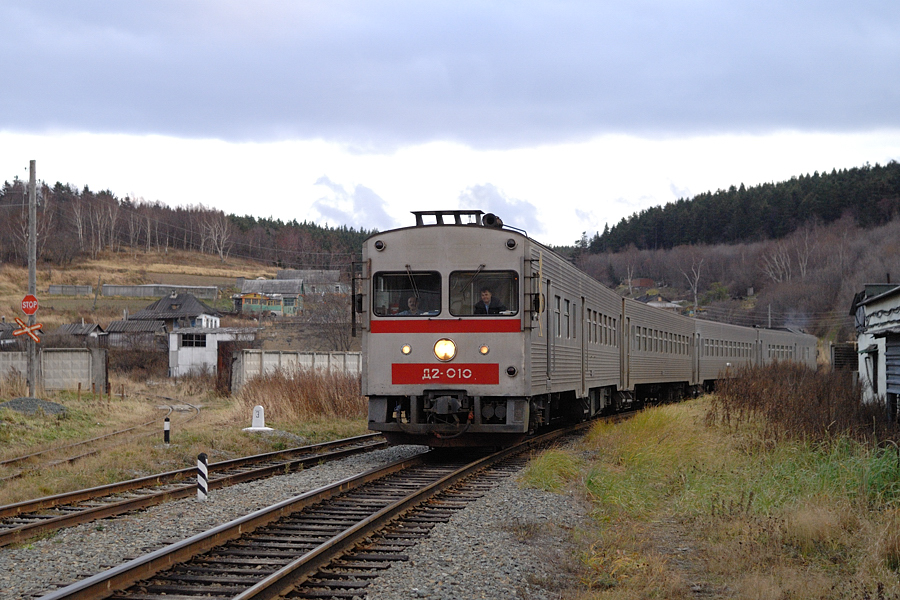
Д2 в четырёхвагонной составности на станции Первая Падь

## Дизель-поезда в музеях и на «вечных стоянках»

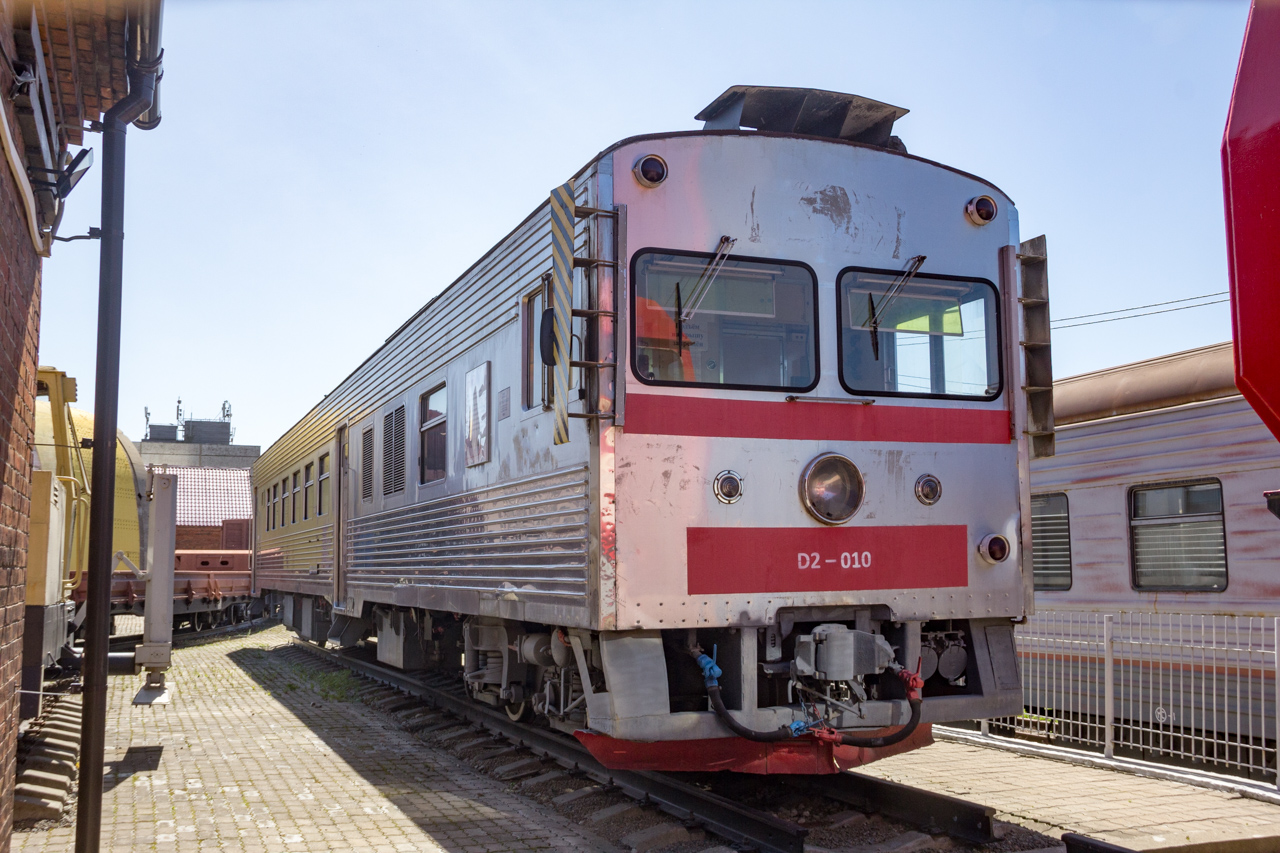
Головной вагон дизель-поезда в музее

По состоянию на 2020 год известно об одном дизель-поезде серии, частично сохранённому для истории. В августе 2019 года один из моторных вагонов состава Д2-010 передан в Музей истории Сахалинской железной дороги.